# Плавання на Чемпіонаті Європи з водних видів спорту 2018 — 200 метрів батерфляєм (жінки)
Змагання з плавання на дистанції 200 метрів батерфляєм серед жінок на Чемпіонаті Європи з водних видів спорту 2018 відбулися 5 (попередні запливи і півфінали) та 6 серпня (фінал).

## Рекорди
|                   | Спортсмен       | Країна   | Час     | Місто   | Дата           |
| ----------------- | --------------- | -------- | ------- | ------- | -------------- |
| Світовий рекорд   | Лю Цзиге        | КНР      | 2:01.81 | Цзінань | 21 жовтня 2009 |
| Рекорд Європи     | Катінка Хоссу   | Угорщина | 2:04.27 | Рим     | 29 липня 2009  |
| Рекорд чемпіонату | Мірея Бельмонте | Іспанія  | 2:04.79 | Берлін  | 24 серпня 2014 |

## Результати

### Попередні запливи
| Місце | Заплив | Доріжка | Ім'я                  | Країна               | Час     | Примітки |
| ----- | ------ | ------- | --------------------- | -------------------- | ------- | -------- |
| 1     | 2      | 4       | Аліс Томас            | Велика Британія      | 2:07.86 | Q        |
| 2     | 3      | 4       | Франциска Хентке      | Німеччина            | 2:08.93 | Q        |
| 3     | 3      | 5       | Ліліана Сіладьї       | Угорщина             | 2:09.02 | Q        |
| 4     | 2      | 5       | Богларка Капаш        | Угорщина             | 2:09.29 | Q        |
| 5     | 1      | 6       | Жужанна Якабош        | Угорщина             | 2:09.46 |          |
| 6     | 1      | 4       | Світлана Чімрова      | Росія                | 2:10.08 | Q        |
| 6     | 2      | 3       | Алессія Полієрі       | Італія               | 2:10.08 | Q        |
| 6     | 3      | 3       | Ана Катаріна Монтейро | Португалія           | 2:10.08 | Q        |
| 9     | 2      | 6       | Іларія Кусінато       | Італія               | 2:10.34 | Q        |
| 10    | 3      | 6       | Іларія Б'янкі         | Італія               | 2:10.43 |          |
| 11    | 3      | 2       | Ніда Еліз Устюндаг    | Туреччина            | 2:10.69 | Q        |
| 12    | 1      | 5       | Емілі Лардж           | Велика Британія      | 2:11.07 | Q        |
| 13    | 1      | 3       | Шарлотта Аткінсон     | Велика Британія      | 2:11.28 |          |
| 14    | 1      | 1       | Елена Бач             | Данія                | 2:12.32 | Q        |
| 15    | 1      | 2       | Барбора Завадова      | Чехія                | 2:12.61 | Q        |
| 16    | 3      | 7       | Зехра-Дуру Білгін     | Туреччина            | 2:14.18 | Q        |
| 17    | 2      | 1       | Аня Цревар            | Сербія               | 2:14.40 | Q        |
| 18    | 3      | 1       | Емілі Ловберг         | Норвегія             | 2:14.54 | Q        |
| 19    | 1      | 7       | Анна Нтунтунакі       | Греція               | 2:14.67 | Q        |
| 20    | 2      | 8       | Аміна Кайтаз          | Боснія і Герцеговина | 2:14.85 |          |
| 21    | 2      | 7       | Імге Кітабеві         | Туреччина            | 2:16.45 |          |
| 22    | 1      | 8       | Алсу Байрамова        | Азербайджан          | 2:19.14 |          |
| 23    | 3      | 8       | Герда Пак             | Естонія              | 2:21.10 |          |
| 24    | 3      | 0       | Беатріс Феліці        | Сан-Марино           | 2:27.90 |          |
| —     | 2      | 2       | Клаудіа Гуфнагль      | Австрія              | DNS     | DNS      |

### Півфінали

#### Півфінал 1
| Місце | Доріжка | Ім'я                  | Країна          | Час     | Примітки |
| ----- | ------- | --------------------- | --------------- | ------- | -------- |
| 1     | 4       | Франциска Хентке      | Німеччина       | 2:07.55 | Q        |
| 2     | 5       | Богларка Капаш        | Угорщина        | 2:07.75 | Q        |
| 3     | 6       | Іларія Кусінато       | Італія          | 2:08.84 | Q        |
| 4     | 3       | Ана Катаріна Монтейро | Португалія      | 2:08.96 | Q        |
| 5     | 2       | Емілі Лардж           | Велика Британія | 2:11.25 |          |
| 6     | 7       | Барбора Завадова      | Чехія           | 2:11.65 |          |
| 7     | 1       | Аня Цревар            | Сербія          | 2:13.50 |          |
| 8     | 8       | Анна Нтунтунакі       | Греція          | 2:16.79 |          |

#### Півфінал 2
| Місце | Доріжка | Ім'я               | Країна          | Час     | Примітки |
| ----- | ------- | ------------------ | --------------- | ------- | -------- |
| 1     | 4       | Аліс Томас         | Велика Британія | 2:07.64 | Q        |
| 2     | 6       | Світлана Чімрова   | Росія           | 2:08.57 | Q        |
| 3     | 5       | Ліліана Сіладьї    | Угорщина        | 2:08.70 | Q        |
| 4     | 3       | Алессія Полієрі    | Італія          | 2:08.77 | Q        |
| 5     | 2       | Ніда Еліз Устюндаг | Туреччина       | 2:09.69 |          |
| 6     | 7       | Елена Бач          | Данія           | 2:13.14 |          |
| 7     | 8       | Емілі Ловберг      | Норвегія        | 2:15.50 |          |
| 8     | 1       | Зехра-Дуру Білгін  | Туреччина       | 2:17.96 |          |

### Фінал[1]
| Місце | Доріжка | Ім'я                  | Країна          | Час     | Примітки |
| ----- | ------- | --------------------- | --------------- | ------- | -------- |
| 1     | 3       | Богларка Капаш        | Угорщина        | 2:07.13 |          |
| 2     | 6       | Світлана Чімрова      | Росія           | 2:07.33 | NR       |
| 3     | 5       | Аліс Томас            | Велика Британія | 2:07.42 |          |
| 4     | 4       | Франциска Хентке      | Німеччина       | 2:07.75 |          |
| 5     | 8       | Ана Катаріна Монтейро | Португалія      | 2:08.03 |          |
| 6     | 2       | Ліліана Сіладьї       | Угорщина        | 2:08.69 |          |
| 7     | 1       | Іларія Кусінато       | Італія          | 2:08.91 |          |
| 8     | 7       | Алессія Полієрі       | Італія          | 2:09.25 |          |